# NGC 1511
NGC 1511 é uma galáxia espiral (Sa) localizada na direcção da constelação de Hydrus. Possui uma declinação de -67° 38' 05" e uma ascensão recta de 3 horas, 59 minutos e 36,8 segundos.
A galáxia NGC 1511 foi descoberta em 2 de Novembro de 1834 por John Herschel.